# Erbechinus
Erbechinus is een geslacht van zee-egels uit de familie Temnopleuridae.

## Soorten
- Erbechinus erbi Jeannet, 1935 †
- Erbechinus gratus Nisiyama, 1966 †
- Erbechinus spectabilis (Mortensen, 1904)